# Cuencas costeras entre río Choapa y río Quilimarí
Las cuencas costeras entre río Choapa y río Quilimarí son varias cuencas hidrográficas exorreicas costeras aledañas ubicadas en el interfluvio de los ríos Choapa y Quilimarí agrupadas en el ítem 048 del inventario de cuencas de Chile. Están divididas administrativamente en 3 subcuencas, sin subsubcuencas, y cubren un área de 1293 km². Se encuentran en la zona costera de las Regiones de Coquimbo y, marginalmente, Valparaíso.
A partir de los años 70 se ha ampliado el concepto de cuenca hasta entender, ya en los primeros años del siglo XXI, una cuenca hidrográfica en lo que respecta a su definición espacial y funcional, como la unidad geopolítica y socioeconómica más apropiada y racional para el desarrollo integrado de los recursos de tierras y aguas asociados a la vegetación y en conjunto con los usuarios de nivel local y regional.: 17 

## Límites

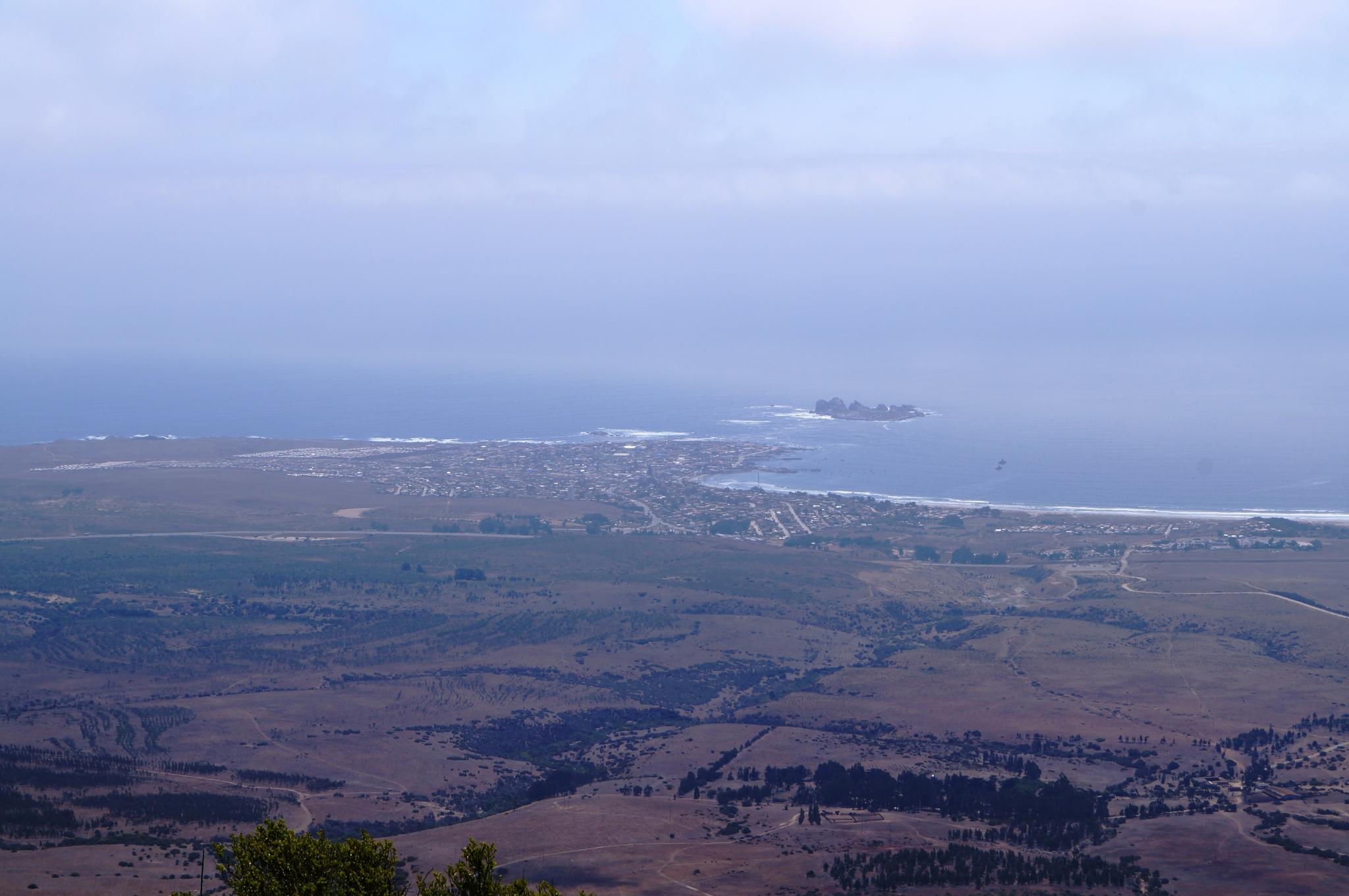
La vista a Los Vilos desde el cerro Fundo Caracas permite apreciar las planicies litorales.

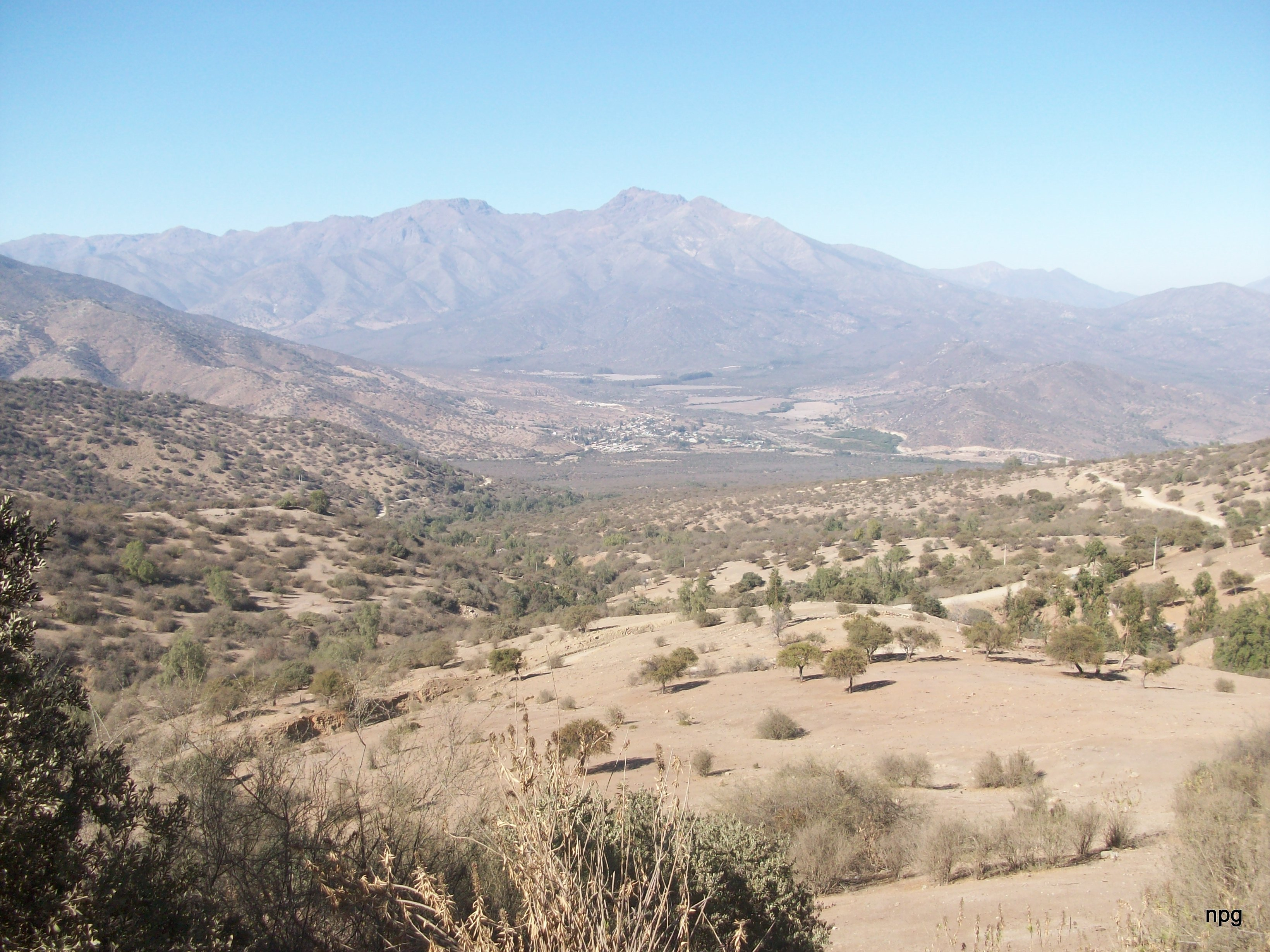
Sector Túnel Las Astas, al interior de las cuencas costeras.

Estas cuencas limitan al norte con la cuenca del río Choapa y al sur principalmente con la cuenca del río Quilimarí. En su extremo sureste tiene un corto tramo que limita con la cuenca del río Petorca.

## Población
El sistema de información y monitoreo de biodiversidad del Ministerio del Medio Ambiente de Chile señala la siguiente distribución de la superficie de la cuenca entre las comunas (el porcentaje es de la cuenca):
| Región     | Provincia | Comuna    | Hectáreas   | Porcentaje |
| ---------- | --------- | --------- | ----------- | ---------- |
| Valparaíso |           |           | 16,611      | < 0,1%     |
|            | Petorca   |           | 16,611      | < 0,1%     |
|            |           | Petorca   | 16,611      | < 0,1%     |
| Coquimbo   |           |           | 129.024,751 | 99,763%    |
|            | Choapa    |           | 129.024,751 | 99,763%    |
|            |           | Illapel   | 251,717     | 0,195%     |
|            |           | Canela    | 22.290,183  | 17,235%    |
|            |           | Los Vilos | 106.370,99  | 82,247%    |
|            |           | Salamanca | 111,86      | < 0,1%     |

El mayor asentamiento humano es la ciudad de Los Vilos.

## Subdivisiones
La Dirección General de Aguas subdivide o reúne las cuencas de Chile acorde a las necesidades de estudio y gestión. Existen dos inventarios que han logrado ser aceptados como principales, el inventario de cuencas del Banco Nacional de Aguas (BNA) de 1978, de mayor uso, y el inventario de cuencas del Departamento de Administración de Recursos Hídricos (DARH) de 2014 de mejor cartografía que ha obligado a redefinir algunos límites, a veces con cambios mayores, pero también por algunas redefiniciones del concepto de subcuenca.
Bajo el BNA el código del ítem es 048 y con el DARH es 0408.
La subdivisión del BNA es como sigue:
| Cuenca                                                       | Subcuenca | Subsubcuenca | Aguas                                                      | Área drenaje | Observaciones |
| ------------------------------------------------------------ | --------- | ------------ | ---------------------------------------------------------- | ------------ | ------------- |
| 048 Cuencas costeras entre Río Choapa y Río Quilimarí (mapa) |           |              |                                                            |              |               |
| 048                                                          | 0480      | 04800        | Costeras entre Estero Millahue (Incl.) y Estero Pupio      | 401          |               |
| 048                                                          | 0481      | 04810        | Estero Pupio                                               | 693          |               |
| 048                                                          | 0482      | 04820        | Costeras Entre Estero Pupio y Río Quilimari                | 199          |               |
| total:                                                       | 3         | 3            | Región: IV (100%) / Tipo: Exorreica / Desemb.: O. Pacífico | 1293         |               |

La disposición de cuencas en el inventario DARH es la siguiente:
| Código | Nombre                                            | Código en mapa                                    | Tipología de cuenca                               | Vertiente de cuenca                               | Origen de cuenca                                  | Temperatura media anual (C°)                      | Temperatura máxima (C°)                           | Temperatura mínima (C°)                           | Precipitación anual (mm)                          | Número de estaciones fluviométricas               | Número de estaciones pluviométricas               | Área (km²)                                        |
| ------ | ------------------------------------------------- | ------------------------------------------------- | ------------------------------------------------- | ------------------------------------------------- | ------------------------------------------------- | ------------------------------------------------- | ------------------------------------------------- | ------------------------------------------------- | ------------------------------------------------- | ------------------------------------------------- | ------------------------------------------------- | ------------------------------------------------- |
| 0408   | Cuencas Costeras entre Río Choapa y Río Quilimarí | Cuencas Costeras entre Río Choapa y Río Quilimarí | Cuencas Costeras entre Río Choapa y Río Quilimarí | Cuencas Costeras entre Río Choapa y Río Quilimarí | Cuencas Costeras entre Río Choapa y Río Quilimarí | Cuencas Costeras entre Río Choapa y Río Quilimarí | Cuencas Costeras entre Río Choapa y Río Quilimarí | Cuencas Costeras entre Río Choapa y Río Quilimarí | Cuencas Costeras entre Río Choapa y Río Quilimarí | Cuencas Costeras entre Río Choapa y Río Quilimarí | Cuencas Costeras entre Río Choapa y Río Quilimarí | Cuencas Costeras entre Río Choapa y Río Quilimarí |
| 040800 | Costeras entre Estero Millahue y Estero Pupio     | 0                                                 | Exorreica                                         | Pacífico                                          | Pluvial                                           | 15.6                                              | 25.9                                              | 6.5                                               | 213.6                                             | 0                                                 | 0                                                 | 230.3                                             |
| 040801 | Estero Pupio                                      | 0                                                 | Exorreica                                         | Pacífico                                          | Pluvial                                           | 13.9                                              | 25.3                                              | 4.0                                               | 246.8                                             | 1                                                 | 1                                                 | 688.1                                             |
| 040802 | Costeras entre Estero Pupio y Río Quilimarí       | 0                                                 | Exorreica                                         | Pacífico                                          | Pluvial                                           | 15.1                                              | 25.7                                              | 6.0                                               | 250.3                                             | 0                                                 | 1                                                 | 220.8                                             |

## Hidrología

### Red hidrográfica
Los cuerpos de agua considerados en esta categoría son:

### Glaciares
La baja altitud de los cerros de la cordillera de la costa no permite la permanencia de nieves en sus alturas.

### Humedales
El Ministerio del Medio Ambiente no reconoce humedal de tipo alguno en las cuencas.

### Plantas desaladoras
En 2024 se inauguró una planta desalinizadora de osmosis inversa, en Punta Chungos, Los Vilos, con obras marinas de captación de agua de mar, descarga de salmuera 1 kilómetro mar adentro y un sistema de impulsión-conducción del agua desalinizada de 61 km entre la estación de bombeo ubicada en las instalaciones industriales de Minera Los Pelambres en Punta Chungo hasta la estación de recirculación existente y operando en el área industrial del tranque El Mauro para luego continuar hasta la faena minera en Chacay, al noreste de Cuncumén. Después de la ampliación proyectada de la planta en Punta Chungos se espera que la extracción minera deje de extraer aguas del río Choapa.
Una pequeña planta desaladora fue instalada en la caleta Chigualoco (-31.753381304460373, -71.5127508857854) con aportes fiscales del orden de $ 50 millones (2019). La planta es energizada con paneles solares y suministra casi 5000 litros diarios de agua potable.

## Balance hídrico

Brecha hídrica en 25 importantes cuencas de Chile.

Para tener una aproximación a nivel de cuenca (casos locales no están reflejados) del consumo comparado con la disponibilidad de agua, se define como:
Siguiendo intrincadas definiciones del consumo y la demanda que consideran aguas superficiales, subterráneas, flujos mínimos de sustentabilidad, y consumos que no son devueltos al cauce original, todo ello según normas de organizaciones internacionales, se han clasificado los resultados en cuatro casos:: 29 
- Brecha hídrica alta, se consume más del 40% del agua disponible: existe fuerte presión sobre el recurso hídrico y una urgencia máxima para el ordenamiento de la oferta y la demanda. En estos casos la baja disponibilidad de agua es un factor limitador del desarrollo económico.
- Brecha hídrica media, se consume entre el 20% y el 40% del agua disponible: existe presión sobre el recurso hídrico que debe ser ordenada, establecer prioridades, optimizar su uso y proteger los ecosistemas, también mediante inversiones.
- Brecha hídrica moderada, se utiliza entre 10% y 20% del agua disponible, la disponibilidad de agua es un factor limitador del desarrollo.
- Brecha hídrica baja, se utiliza menos del 10% de la oferta, no se experimentan presones importantes sobre el recurso hídrico.

Aplicada esta clasificación a las cuencas costeras entre el Choapa y el Quilimarí, el estudio estima una brecha hídrica media con un uso del 34% del agua disponible.: 80 

## Clima

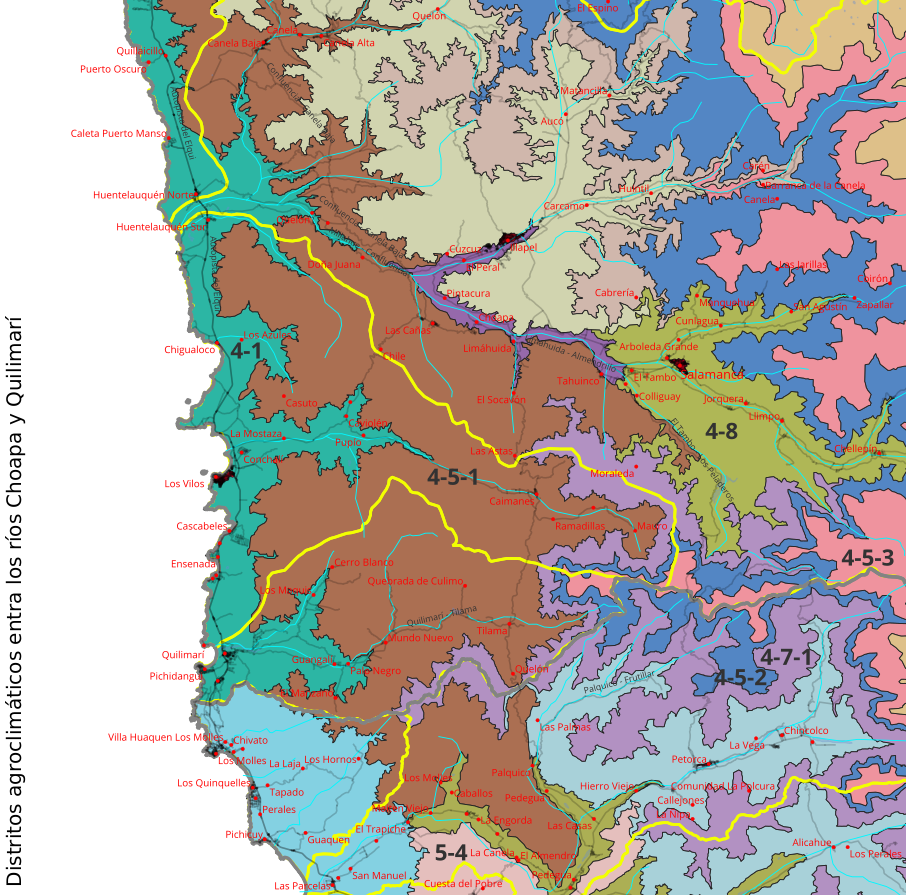
Distritos agroclimáticos en las cuencas costeras entre río Choapa y río Quilimarí.

El Atlas agroclimático de Chile distingue 5 distritos agroclimáticos en la cuenca:
- 4-1  Estepa con influencia marina con régimen de humedad árido (BSnAr). La temperatura oscila entre un máximo de enero de 23,4 °C y un mínimo de julio de 7,4 °C. En todo el año no tiene heladas. El periodo de temperaturas favorables a la actividad vegetativa dura 12 meses. Registra anualmente 1.505 días grado y 128 horas de frío acumuladas hasta el 31 de Julio. La precipitación media anual es de 209 mm y un periodo seco de 10 meses, con un déficit hídrico de 1.056 mm/año. El período húmedo dura 0 meses durante los cuales se produce un excedente hídrico de 0 mm.
- 4-5-1  Estepa con influencia marina con régimen de humedad árido (BSnAr).. La temperatura oscila entre un máximo de enero de 27,1 °C y un mínimo de julio de 6,9 °C. Tiene un promedio de 345 días consecutivos libres de heladas. En el año se registra un promedio de 1 helada. El período de temperaturas favorables a la actividad vegetativa dura 12 meses. Registra anualmente 1.948 días grado y 141 horas de frío acumuladas hasta el 31 de Julio. La precipitación media anual es de 240 mm y un período seco de 10 meses, con un déficit hídrico de 1.216 mm/año. El período húmedo dura 0 meses durante los cuales se produce un excedente hídrico de 0 mm.
- 4-7-1  Templado cálido supratermal con régimen de humedad semiárido (Csb2Sa).. La temperatura oscila entre un máximo de enero de 27,5 °C y un mínimo de julio de 3,3 °C. Tiene un promedio de 191 días consecutivos libres de heladas. En el año se registra un promedio de 25 heladas. El período de temperaturas favorables a la actividad vegetativa dura 9 meses. Registra anualmente 1.387 días grado y 968 horas de frío acumuladas hasta el 31 de Julio. La precipitación media anual es de 652 mm y un período seco de 7 meses, con un déficit hídrico de 1.098 mm/año. El período húmedo dura 4 meses durante los cuales se produce un excedente hídrico de 183 mm.
- 4-5-2  Estepa interior con régimen de humedad híper árido (BSHa). La temperatura oscila entre un máximo de enero de 27,2 °C y un mínimo de julio de 3,2 °C. Tiene un promedio de 200 días consecutivos libres de heladas. En el año se registra un promedio de 25 heladas. El período de temperaturas favorables a la actividad vegetativa dura 11 meses. Registra anualmente 1.618 días grado y 756 horas de frío acumuladas hasta el 31 de Julio. La precipitación media anual es de 210 mm y un período seco de 11 meses, con un déficit hídrico de 1.680 mm/año. El período húmedo dura 0 meses durante los cuales se produce un excedente hídrico de 0 mm.
- 4-5-3  Estepa de altura fría con régimen de humedad árido (BSkAr). La temperatura oscila entre un máximo de enero de 17,8 °C y un mínimo de julio de -1,4 °C. Tiene un promedio de 0 días consecutivos libres de heladas. En el año se registra un promedio de 166 heladas. El período de temperaturas favorables a la actividad vegetativa dura 3 meses. Registra anualmente 421 días grado y 1.661 horas de frío acumuladas hasta el 31 de Julio. La precipitación media anual es de 225 mm y un período seco de 10 meses, con un déficit hídrico de 1.492 mm/año. El período húmedo dura 0 meses durante los cuales se produce un excedente hídrico de 0 mm.

Diagrama Walter Lieth para la zona de Huentelauquén, en la desembocadura del río Choapa.

Los diagramas Walter Lieth muestran con un área azul los periodos en que las precipitaciones sobrepasan la cantidad de agua que el calor del sol evapora en el mismo lapso de tiempo, (un promedio de 10 °C mensuales evaporan 20 mm de agua caída) dejando un clima húmedo. Por el contrario, las zonas amarillas indican que durante ese tiempo el agua caída puede ser evaporada por el calor del sol. El área gris señala meses muy húmedos.

## Actividades económicas

### Minería
La empresa minera Los Pelambres extrae mineral de cobre desde la cuenca del río Choapa, los concentra y exporta. Los relaves de la producción son depositados en la cuenca del estero Pupío.

Gestión hídrica de la minera Los Pelambres.

Para su producción de 324 mil toneladas de cobre en concentrado y 9.800 toneladas de molibdeno aproximadamente al año dando trabajo a 532 personas en su empresa y 8027 personas con contratistas. Para la producción extrae agua de los ríos Choapa, Pelambres, Piuquenes y de dos pozos más el escurrimiento del sistema de drenaje de su mina para almacenarla en una piscina de procesos desde donde se abastece la planta concentradora de cobre y molibdeno que es exportado. Parte del agua es recuperada en la planta y otra parte se va con los relaves a los tranques El Mauro (ubicado en la cuenca del estero Pupío) y Quillayes (ahora cerrado) donde se escurre y reenviado a la piscina de procesos.: 466 
La empresa pagó al estado impuestos por 527 millones de dólares el año 2021.

## Áreas bajo protección oficial y conservación de la biodiversidad
El Ministerio del Medio Ambiente enlista tres espacios protegidos:
- Santuario de la naturaleza área de Palma Chilena de Monte Aranda
- Santuario de la Naturaleza Laguna Conchalí
- Santuario de la Naturaleza Quebrada Llau Llau

La quebrada Santa Julia es un importante sitio arqueológico.